# Amtshauptmannschaft Zwickau
Die Amtshauptmannschaft Zwickau war ein Verwaltungsbezirk im Königreich Sachsen und im späteren Freistaat Sachsen. Ihr Gebiet gehört heute größtenteils zum Landkreis Zwickau in Sachsen. Von 1939 bis 1952 hieß der Verwaltungsbezirk Landkreis Zwickau.

## Geschichte
Im Rahmen der administrativen Neugliederung des Königreichs Sachsens wurden 1835 die vier Kreisdirektionen Dresden, Bautzen, Zwickau und Leipzig eingerichtet. Die Kreisdirektion Zwickau war seit 1838 in vier Amtshauptmannschaften untergliedert, darunter die II. Amtshauptmannschaft, die die Stadt Zwickau mit ihrem Umland umfasste.
1874 wurden im Königreich Sachsen im Rahmen einer umfassenden Verwaltungsreform neue Kreishauptmannschaften und Amtshauptmannschaften eingerichtet. Aus den Gerichtsamtsbezirken Crimmitschau, Kirchberg, Remse, Werdau, Wildenfels und Zwickau wurde die Amtshauptmannschaft Zwickau gebildet. Die sächsischen Amtshauptmannschaften waren hinsichtlich ihrer Funktion und Größe vergleichbar mit einem Landkreis. Im Bereich der Rezessherrschaften Schönburg wurde diese Reform erst 1878 abgeschlossen. Zum Kreisgebiet kamen die beiden schönburgischen Herrschaften Hartenstein (ohne den Gerichtsamtsbezirk Lößnitz) und Stein sowie aus der schönburgischen Herrschaft Glauchau die Orte Oberrothenbach, Obermosel und Jüdenhain hinzu. Das Gebiet des einstigen Gerichtsamtsbezirks Remse, welcher territorial durch die Schönburgischen Rezessherrschaften vom restlichen Gebiet der Amtshauptmannschaft Zwickau getrennt war, kam hingegen im Jahr 1880 zur neu gebildeten Amtshauptmannschaft Glauchau.
1907 wurde die Stadt Zwickau zu einer bezirksfreien Stadt und schied aus der Amtshauptmannschaft aus. Zum 1. Juli 1920 verlor die Amtshauptmannschaft ihren nordwestlichen Teil an die neugebildete Amtshauptmannschaft Werdau, aus der 1924 die Städte Crimmitschau und Werdau ausschieden und ebenfalls bezirksfrei wurden. Am 1. März 1933 wurde die Amtshauptmannschaft Werdau aufgelöst und wieder in die Amtshauptmannschaft Zwickau eingegliedert.
1939 wurde die Amtshauptmannschaft Zwickau in Landkreis Zwickau umbenannt. Werdau und Crimmitschau verloren 1946 wieder ihre Kreisfreiheit und wurden in den Landkreis Zwickau eingegliedert, der bis zur Gebietsreform von 1952 in der DDR fortbestand und dann auf die neuen Kreise Auerbach, Reichenbach, Stollberg, Werdau und Zwickau-Land im Bezirk Karl-Marx-Stadt sowie den Kreis Schmölln im Bezirk Leipzig aufgeteilt wurde.

## Amtshauptleute und Landräte
- 1874–1877: Bernhard von Hausen
- 1877–1880: Gustav Adolf Vodel
- 1881–1892: Arthur von Bose
- 1892–1909: Veit Hans Robert Schnorr von Carolsfeld
- 1910: Horst Süßmilch
- 1910–1912: Martin Konrad Demmering
- 1912–1919: Heinrich Jani
- 1919–1923: Werner Hartenstein

- 1925–1932: Robert Müller
- 1932–1933: Friedrich Karl Ludwig von Römer

...
- 1935–1939: Horst Laube[3]
- 1940–1943: Paul Beier[3]

...
- 1944–1945: Hans Sievert (i. V.)

## Einwohnerentwicklung
| Jahr      | 1849    | 1871    | 1890    | 1900    | 1910    | 1925    | 1939    |
| --------- | ------- | ------- | ------- | ------- | ------- | ------- | ------- |
| Einwohner | 160.325 | 231.402 | 227.563 | 265.910 | 217.535 | 117.383 | 161.333 |

## Gemeinden

### 1910
Der Amtshauptmannschaft gehörten am 1. Dezember 1910 115 Gemeinden, darunter 5 Städte, an. Einzelne selbständige Gutsbezirke waren gesondert aufgeführt, sind aber in den Einwohnerzahlen der umliegenden Gemeinden aufgeführt.
| Stadt                               | Stadt                             | Einwohnerzahl | Gemeinde                                                    | Gemeinde          | Einwohnerzahl | selbständiger Gutsbezirk (1. Dez. 1900) | Einwohner |
| ----------------------------------- | --------------------------------- | ------------- | ----------------------------------------------------------- | ----------------- | ------------- | --------------------------------------- | --------- |
| AMTSHAUPTMANNSCHAFT gesamt: 217.535 |                                   |               |                                                             |                   |               | selbständiger Gutsbezirk (1. Dez. 1900) | Einwohner |
| Städte                              | Städte                            | 62.343        | weitere Gemeinden                                           | weitere Gemeinden | 155.1920      | selbständiger Gutsbezirk (1. Dez. 1900) | Einwohner |
| 01                                  | Crimmitschau                      | 28.818        | 003                                                         | Niederplanitz     | 12.363        | Rittergut Wiesenburg                    | 183       |
| 02                                  | Werdau                            | 20.830        | 004                                                         | Oberplanitz       | 12.296        | Rittergut Ruppertsgrün bei Werdau       | 079       |
| 07                                  | Kirchberg                         | 07.227        | 005                                                         | Wiklau            | 08.122        | Rittergut Blankenhain                   | 058       |
| 17                                  | Hartenstein                       | 02.822        | 006                                                         | Reinsdorf         | 07.385        | Rittergut Neuschönfeld                  | 053       |
| 18                                  | Wildenfels                        | 02.646        | 008                                                         | Niederhaßlau      | 06.474        | Herrschaft Wildenfels                   | 043       |
|                                     |                                   |               | 009                                                         | Schedewitz        | 05.897        | Rittergut Bosenhof                      | 041       |
| 010                                 | Lichtentanne                      | 05.460        | Rittergut Altschönfels                                      | 040               |               |                                         |           |
| 011                                 | Vielau                            | 04.596        | Schloß Hartenstein                                          | 039               |               |                                         |           |
| 012                                 | Cainsdorf                         | 04.533        | Kanzleilehngut Carthause                                    | 035               |               |                                         |           |
| 013                                 | Leubnitz                          | 04.331        | Rezeßherrschaft Stein                                       | 035               |               |                                         |           |
| 014                                 | Steinpleis                        | 03.555        | Rittergut Schweinsburg                                      | 033               |               |                                         |           |
| 015                                 | Bockwa                            | 03.139        | Rittergut Frankenhausen                                     | 032               |               |                                         |           |
| 016                                 | Friedrichsgrün                    | 02.942        | Allodialgut Rußdorf                                         | 023               |               |                                         |           |
| 019                                 | Langenhessen                      | 02.594        | Rittergut Lichtentanne, Heckelschen und Ehrlerschen Anteils | 021               |               |                                         |           |
| 020                                 | Frankenhausen                     | 02.418        | Lehngut Marienthal                                          | 021               |               |                                         |           |
| 021                                 | Crossen                           | 02.283        | Rittergut Thanhof                                           | 021               |               |                                         |           |
| 022                                 | Oberhohndorf                      | 02.169        | Rittergut Gablenz                                           | 020               |               |                                         |           |
| 023                                 | Ebersbrunn                        | 02.110        | Rittergut Neudörfel                                         | 020               |               |                                         |           |
| 024                                 | Stenn                             | 02.101        | Rittergut Obermosel I                                       | 017               |               |                                         |           |
| 025                                 | Neukirchen                        | 02.091        | Rittergut Liebschwitz                                       | 016               |               |                                         |           |
| 026                                 | Zschocken                         | 02.085        | Rittergut Planitz                                           | 016               |               |                                         |           |
| 027                                 | Mosel                             | 01.883        | Rittergut Reuth bei Werdau                                  | 016               |               |                                         |           |
| 028                                 | Langenbernsdorf                   | 01.846        | Rittergut Weißenbrunn                                       | 016               |               |                                         |           |
| 029                                 | Weißbach                          | 01.793        | Rittergut Trünzig                                           | 015               |               |                                         |           |
| 030                                 | Ortmannsdorf                      | 01.723        | Rittergut Niedermosel                                       | 014               |               |                                         |           |
| 031                                 | Ruppertsgrün                      | 01.640        | Rittergut Untersteinpleis                                   | 014               |               |                                         |           |
| 032                                 | Culitzsch                         | 01.570        | Rittergut Langenbernsdorf bei Crimmitschau                  | 013               |               |                                         |           |
| 033                                 | Schönfels                         | 01.463        | Rittergut Loitzsch                                          | 013               |               |                                         |           |
| 034                                 | Saupersdorf                       | 01.458        | Staatsforstrevier Neudeck                                   | 013               |               |                                         |           |
| 035                                 | Liebschwitz                       | 01.347        | Rittergut Obersteinpleis                                    | 012               |               |                                         |           |
| 036                                 | Neudörfel*                        | 01.316        | Staatsforstrevier Langenbernsdorf                           | 010               |               |                                         |           |
| 037                                 | Auerbach                          | 01.285        | Rittergut Obermosel II                                      | 010               |               |                                         |           |
| 038                                 | Bärenwalde                        | 01.278        | Rittergut Vielau                                            | 010               |               |                                         |           |
| 039                                 | Obercrinitz                       | 01.275        | Rittergut Silberstraße                                      | 009               |               |                                         |           |
| 040                                 | Hartmannsdorf bei Saupersdorf     | 01.259        | Rittergut Hartmannsdorf                                     | 008               |               |                                         |           |
| 041                                 | Langenbach                        | 01.149        | Rittergut Mittelmosel                                       | 008               |               |                                         |           |
| 042                                 | Härtensdorf                       | 01.106        | Rittergut Schiedel                                          | 006               |               |                                         |           |
| 043                                 | Trünzig                           | 01.100        | Rittergut Leubnitz bei Werdau                               | 004               |               |                                         |           |
| 044                                 | Schiedel                          | 01.075        |                                                             |                   |               |                                         |           |
| 045                                 | Gablenz                           | 01.038        |                                                             |                   |               |                                         |           |
| 046                                 | Schweinsburg                      | 01.011        |                                                             |                   |               |                                         |           |
| 047                                 | Langenreinsdorf                   | 00.947        |                                                             |                   |               |                                         |           |
| 048                                 | Beiersdorf                        | 00.944        |                                                             |                   |               |                                         |           |
| 049                                 | 0Thierfeld                        | 00.918        |                                                             |                   |               |                                         |           |
| 050                                 | Wiesenburg                        | 00.915        |                                                             |                   |               |                                         |           |
| 051                                 | Wildbach                          | 00.855        |                                                             |                   |               |                                         |           |
| 052                                 | Burkersdorf                       | 00.835        |                                                             |                   |               |                                         |           |
| 053                                 | Reuth                             | 00.827        |                                                             |                   |               |                                         |           |
| 054                                 | Königswalde                       | 00.801        |                                                             |                   |               |                                         |           |
| 055                                 | Taubenpreskeln                    | 00.766        |                                                             |                   |               |                                         |           |
| 056                                 | Niedercrinitz                     | 00.761        |                                                             |                   |               |                                         |           |
| 057                                 | Schönau                           | 00.739        |                                                             |                   |               |                                         |           |
| 058                                 | Stangengrün                       | 00.732        |                                                             |                   |               |                                         |           |
| 059                                 | Wendischrottmannsdorf             | 00.707        |                                                             |                   |               |                                         |           |
| 060                                 | Oberhaßlau                        | 00.702        |                                                             |                   |               |                                         |           |
| 061                                 | Lauterbach                        | 00.694        |                                                             |                   |               |                                         |           |
| 062                                 | Hirschfeld                        | 00.692        |                                                             |                   |               |                                         |           |
| 063                                 | Cunersdorf                        | 00.688        |                                                             |                   |               |                                         |           |
| 064                                 | Stöcken                           | 00.682        |                                                             |                   |               |                                         |           |
| 065                                 | Beutha                            | 00.648        |                                                             |                   |               |                                         |           |
| 066                                 | Pöhlau                            | 00.642        |                                                             |                   |               |                                         |           |
| 067                                 | Oberrothenbach                    | 00.634        |                                                             |                   |               |                                         |           |
| 068                                 | Naundorf                          | 00.615        |                                                             |                   |               |                                         |           |
| 069                                 | Leutersbach                       | 00.612        |                                                             |                   |               |                                         |           |
| 070                                 | Jüdenhain                         | 00.599        |                                                             |                   |               |                                         |           |
| 071                                 | Blankenhain                       | 00.531        |                                                             |                   |               |                                         |           |
| 072                                 | Lichtenau                         | 00.518        |                                                             |                   |               |                                         |           |
| 073                                 | Rudelswalde                       | 00.506        |                                                             |                   |               |                                         |           |
| 074                                 | Seelingstädt                      | 00.483        |                                                             |                   |               |                                         |           |
| 075                                 | Wiesen                            | 00.455        |                                                             |                   |               |                                         |           |
| 076                                 | Grünau                            | 00.427        |                                                             |                   |               |                                         |           |
| 077                                 | Obergrünberg                      | 00.414        |                                                             |                   |               |                                         |           |
| 078                                 | Silberstraße                      | 00.408        |                                                             |                   |               |                                         |           |
| 079                                 | Lauenhain                         | 00.395        |                                                             |                   |               |                                         |           |
| 080                                 | Niederhohndorf                    | 00.388        |                                                             |                   |               |                                         |           |
| 080                                 | Wolfersgrün                       | 00.388        |                                                             |                   |               |                                         |           |
| 082                                 | Niederalbertsdorf                 | 00.370        |                                                             |                   |               |                                         |           |
| 082                                 | Thanhof                           | 00.370        |                                                             |                   |               |                                         |           |
| 084                                 | Raum                              | 00.341        |                                                             |                   |               |                                         |           |
| 085                                 | Heyersdorf                        | 00.296        |                                                             |                   |               |                                         |           |
| 086                                 | Gösau                             | 00.289        |                                                             |                   |               |                                         |           |
| 087                                 | Kleinhessen                       | 00.283        |                                                             |                   |               |                                         |           |
| 088                                 | Weißenborn                        | 00.282        |                                                             |                   |               |                                         |           |
| 089                                 | Chursdorf                         | 00.265        |                                                             |                   |               |                                         |           |
| 090                                 | Rußdorf                           | 00.223        |                                                             |                   |               |                                         |           |
| 091                                 | Gospersgrün                       | 00.212        |                                                             |                   |               |                                         |           |
| 092                                 | Niedergrünberg                    | 00.209        |                                                             |                   |               |                                         |           |
| 093                                 | Voigtsgrün                        | 00.206        |                                                             |                   |               |                                         |           |
| 094                                 | Dänkritz                          | 00.202        |                                                             |                   |               |                                         |           |
| 095                                 | Kleinbernsdorf                    | 00.189        |                                                             |                   |               |                                         |           |
| 095                                 | Zwirtzschen                       | 00.189        |                                                             |                   |               |                                         |           |
| 097                                 | Hartmannsdorf bei Werdau          | 00.168        |                                                             |                   |               |                                         |           |
| 098                                 | Helmsdorf                         | 00.158        |                                                             |                   |               |                                         |           |
| 099                                 | Schneppendorf                     | 00.149        |                                                             |                   |               |                                         |           |
| 100                                 | Oberalbertsdorf                   | 00.137        |                                                             |                   |               |                                         |           |
| 101                                 | Harthau                           | 00.134        |                                                             |                   |               |                                         |           |
| 102                                 | Lauterhofen                       | 00.123        |                                                             |                   |               |                                         |           |
| 103                                 | Haara                             | 00.117        |                                                             |                   |               |                                         |           |
| 104                                 | Stein                             | 00.110        |                                                             |                   |               |                                         |           |
| 104                                 | Thonhausen (kngl.-sächs. Anteil)  | 00.110        |                                                             |                   |               |                                         |           |
| 106                                 | Giegengrün                        | 00.104        |                                                             |                   |               |                                         |           |
| 107                                 | Culten                            | 00.083        |                                                             |                   |               |                                         |           |
| 108                                 | Rückersdorf (kngl.-sächs. Anteil) | 00.080        |                                                             |                   |               |                                         |           |
| 109                                 | Lietzsch                          | 00.074        |                                                             |                   |               |                                         |           |
| 110                                 | Loitzsch                          | 00.055        |                                                             |                   |               |                                         |           |
| 111                                 | Niebra                            | 00.053        |                                                             |                   |               |                                         |           |
| 112                                 | Grobsdorf (kngl.-sächs. Anteil)   | 00.052        |                                                             |                   |               |                                         |           |
| 112                                 | Pösneck                           | 00.052        |                                                             |                   |               |                                         |           |
| 114                                 | Lengefeld (kngl.-sächs. Anteil)   | 00.041        |                                                             |                   |               |                                         |           |
| 115                                 | Hilbersdorf (kngl.-sächs. Anteil) | 00.039        |                                                             |                   |               |                                         |           |
| (*) seit 1923 Neuschönburg          |                                   |               |                                                             |                   |               |                                         |           |

### 1939
Gemeinden der Amtshauptmannschaft Zwickau mit mehr als 2.000 Einwohnern (Stand 1939):
| Gemeinde        | Einwohner | Gemeinde       | Einwohner |
| --------------- | --------- | -------------- | --------- |
| Auerbach        | 2.156     | Cainsdorf      | 05.686    |
| Crossen         | 2.705     | Ebersbrunn     | 02.313    |
| Frankenhausen   | 2.371     | Friedrichsgrün | 02.592    |
| Hartenstein     | 2.915     | Kirchberg      | 07.383    |
| Langenbernsdorf | 2.437     | Langenhessen   | 02.799    |
| Leubnitz        | 4.952     | Lichtentanne   | 04.688    |
| Mosel           | 2.282     | Neukirchen     | 03.530    |
| Neumark         | 2.244     | Oberhohndorf   | 04.418    |
| Ortmannsdorf    | 3.143     | Planitz        | 22.513    |
| Reinsdorf       | 6.954     | Steinpleis     | 04.336    |
| Stenn           | 2.142     | Vielau         | 04.569    |
| Wildenfels      | 2.588     | Wilkau-Haßlau  | 13.729    |

Kreisfreie Städte im Bereich der Amtshauptmannschaft Zwickau (Stand 1939):
| Gemeinde     | Einwohner |
| ------------ | --------- |
| Crimmitschau | 27.225    |
| Werdau       | 21.354    |
| Zwickau      | 84.399    |